# Super Bowl XXXVI
A Super Bowl XXXVI a 2001-es NFL-szezon döntője volt. A mérkőzést New Orleans-i Louisiana Superdome-ban játszották 2002. február 3-án.

## A döntő résztvevői
A St. Louis Rams az NFC első kiemeltjeként jutott a rájátszásba. Erőnyerőként csak a konferencia-elődöntőben kapcsolódott be a rájátszásba, ahol otthon a Green Bay Packers-t verte, később a konferencia-döntőben szintén hazai pályán a Philadelphia Eagles ellen győzött. A Rams 2002 előtt  2000-ben játszott a Super Bowl-on, amit meg is nyert.
A New England Patriots az AFC második kiemeltjeként került a rájátszásba. Erőnyerőként a Patriots is csak a konferencia-elődöntőben játszott először. Hazai pályán a Oakland Raiders-t győzte le hosszabbítás után, majd a konferencia-döntőben idegenben, az első kiemelt Pittsburgh Steelers ellen győzött. A Patriots 2002 előtt 1986-ban és 1997-ben játszott nagydöntőt, de mindkettőt elvesztette.

## A mérkőzés
A mérkőzést 20–17-re a New England Patriots nyerte, amely első Super Bowl-győzelmét szerezte. A legértékesebb játékos a Patriots irányítója, Tom Brady lett.
A Patriots három negyed után már 17–3-ra vezetett, a St. Louis az utolsó negyedben két touchdown-t elérve, másfél perccel a vége előtt egyenlített, ekkor 17–17 volt az állás. A New England a hátralévő időben a saját 17 yardos vonalától a St. Louis 30 yardos vonaláig jutott. A mérkőzést eldöntő mezőnygólt az utolsó másodpercben szerezte Adam Vinatieri, 48 yardról.

| N | Idő  | Drive | Drive | Drive     | Csapat   | Play leírása                                                                         | Pont | Pont     |
| N | Idő  | Play  | Yard  | Időtartam | Csapat   | Play leírása                                                                         | Rams | Patriots |
| - | ---- | ----- | ----- | --------- | -------- | ------------------------------------------------------------------------------------ | ---- | -------- |
| 1 | 3:10 | 10    | 48    | 5:05      | Rams     | Mezőnygól. Jeff Wilkins 50 yardról.                                                  | 3    | 0        |
|   |      |       |       |           |          |                                                                                      |      |          |
| 2 | 8:49 | –     | –     | –         | Patriots | Touchdown. Ty Law 47 yardos interception visszahordás, Adam Vinatieri jutalomrúgás.  | 3    | 7        |
| 2 | 0:31 | 5     | 40    | 0:49      | Patriots | Touchdown. David Patten 8 yardos átadás, Tom Brady-től Adam Vinatieri jutalomrúgás.  | 3    | 14       |
|   |      |       |       |           |          |                                                                                      |      |          |
| 3 | 1:18 | 5     | 14    | 2:07      | Patriots | Mezőnygól. Adam Vinatieri 37 yardról.                                                | 3    | 17       |
|   |      |       |       |           |          |                                                                                      |      |          |
| 4 | 9:31 | 12    | 77    | 6:47      | Rams     | Touchdown. Kurt Warner 2 yardos futás, Jeff Wilkins jutalomrúgás.                    | 10   | 17       |
| 4 | 1:30 | 3     | 55    | 0:21      | Rams     | Touchdown. Ricky Proehl 26 yardos átadás Kurt Warner-től, Jeff Wilkins jutalomrúgás. | 17   | 17       |
| 4 | 0:00 | 9     | 53    | 1:30      | Patriots | Mezőnygól. Adam Vinatieri 48 yardról.                                                | 17   | 20       |